# Amblymora conferta
Amblymora conferta är en skalbaggsart som beskrevs av Francis Polkinghorne Pascoe 1867. Amblymora conferta ingår i släktet Amblymora och familjen långhorningar.
Artens utbredningsområde är Sulawesi. Inga underarter finns listade i Catalogue of Life.